# ماروین اوگونجیمی
ماروین اوگونجیمی (انگلیسی: Marvin Ogunjimi؛ زادهٔ ۱۲ اکتبر ۱۹۸۷) بازیکن سابق فوتبال اهل بلژیک است که در پست مهاجم بازی می‌کرد.
وی همچنین در تیم‌های ملی فوتبال زیر ۱۹ سال بلژیک و بلژیک بازی کرده‌است.